# Flavien Dassonville
Flavien Dassonville (Montdidier, Somme, 16 de febrer de 1991) és un ciclista francès, professional des del 2011. Actualment corre a l'equip HP BTP-Auber 93. Del seu palmarès destaca la Roue tourangelle i el Tour de Bretanya de 2017.

## Palmarès
- 2013
  -  Campió de França en ruta sub-23
  - 1r a la París-Tours sub-23
  - Vencedor d'una etapa del Tour del Franc-Comtat
- 2014
  - 1r al Tour d'Alvèrnia i vencedor d'una etapa
- 2017
  - 1r a la Roue tourangelle
  - 1r al Tour de Bretanya i vencedor d'una etapa
  - 1r a la Ronda de l'Oise i vencedor d'una etapa
  - 1r al Gran Premi de Buxerolles